# Paolo Tubertini
Paolo Tubertini (Bologna, 27 aprile 1945 – Bologna, 22 marzo 2024) è stato un arbitro di calcio italiano.

## Biografia
Fu inserito nell'organico arbitrale della CAN per la Serie A e B tra il 1979 e il 1986. La prima gara diretta in Serie B fu Lecce-L.R. Vicenza del 18 maggio 1980 (terminata 0-1 per i berici). L'unico match di  Serie A arbitrato fu Cremonese-Udinese (2-0), il 19 maggio 1985. Il 4 aprile 1984 tuttavia arbitrò un'amichevole tra la Juventus e i Toronto Blizzard, disputata a Bologna.
Fu l'arbitro di Sambenedettese-Matera, del 7 giugno 1981, valevole quale incontro dell'ultima giornata del Campionato di Serie C1 girone B 1980-1981, disputato allo Stadio Fratelli Ballarin di San Benedetto del Tronto, con la squadra di casa vicina alla promozione nella serie cadetta. Poco prima del calcio d'inizio, si sviluppò un incendio sotto la curva sud, dove una notevole quantità di carta venne precedentemente sistemata per le coreografie dei tifosi locali. La presenza della carta agevolò le fiamme, con 3 500 persone che rimasero intrappolate nel settore. 65 persone rimasero ustionate (13 in modo grave) e due ragazze persero la vita. La gara iniziò con sedici minuti di ritardo, rispetto all'orario prefissato. Tubertini decise di dare il via alla gara solo dopo aver sentito il parere di giocatori e dirigenti, anche al fine di evitare ulteriori problemi di ordine pubblico. L'episodio, ricordato in seguito come il Rogo del Ballarin, fu la più grave e la più grande tragedia accaduta all'interno di uno stadio italiano.
In totale, oltre alla sola partita nella massima serie, ne diresse 61 in quella cadetta.
Nel 2008 si candidò, senza successo, alla guida della sezione di Bologna dell'AIA, sconfitto nel voto da Antonio Aureliano.